# All-The-Time Memories
『All-The-Time Memories』（オール ザ タイム メモリーズ）は、EXILE TAKAHIRO初のミニアルバム。2017年12月6日にrhythm zoneから発売。

## 概要
「CD+DVD」「CD+Blu-ray」「CDのみ」の3形態で発売。
同年10月に発売された3rdシングル「Eternal Love」に続き、音楽プロデューサーに亀田誠治を迎えて制作され、ジャケット写真はスタイリストの野口強プロデュースのもと、カメラマンのTAKAYが撮り下ろした。
付属のDVD/Blu-rayにはミュージック・ビデオ4曲の他、2016年10月に京セラドームで開催されたライブ『HiGH&LOW THE LIVE』FINALで披露されたACE OF SPADES×PKCZ® feat. 登坂広臣による「TIME FLIES」のライブ映像を初収録。さらに2017年3月 - 4月に開催された『THE NINE WORLDS presents 九楽舞 博多座』でのライブ映像を6曲収録。

## 収録曲
全編曲：亀田誠治／M-2：亀田誠治・TAKURO

### CD
1. Eternal Love
作詞：TAKAHIRO
作曲：春川仁志
  - 3rdシングル表題曲
2. Irish Blue
作詞・作曲：TAKURO
3. memories
作詞・作曲：TAKAHIRO
4. Alone
作詞：TAKAHIRO
作曲：TAKAHIRO, 亀田誠治
5. SUNSET KISS
作詞・作曲：TAKAHIRO
  - 3rdシングル収録曲
6. BLACK BEANZ
作詞：TAKAHIRO
作曲：TAKAHIRO, 亀田誠治
7. 春へ
作詞・作曲：TAKAHIRO

### DVD/Blu-ray
1. memories (Music Video)
2. Irish Blue (Music Video)
3. BLACK BEANS (Music Video)
4. Eternal Love (Short Film)
5. TIME FLIES / ACE OF SPADES×PKCZ® feat. 登坂広臣 (HiGH&LOW THE LIVE)
6. GLORIA (THE NINE WORLDS presents 九楽舞 博多座)
7. 以心伝心 (THE NINE WORLDS presents 九楽舞 博多座)
8. You (THE NINE WORLDS presents 九楽舞 博多座)
9. 運命のヒト (THE NINE WORLDS presents 九楽舞 博多座)
10. Together (THE NINE WORLDS presents 九楽舞 博多座)
11. Choo Choo TRAIN (THE NINE WORLDS presents 九楽舞 博多座)